# Румунска православна црква Светог Теодора Тирона у Куштиљу
Румунска православна црква Светог Теодора Тирона у Куштиљу, месту уз саму границу са Румунијом, у општини Вршац, представља споменик културе од великог значаја.
Румунска православна црква у Куштиљу је монументална једнобродна грађевина са полукружним олтарским простором, бочним трансептима и са два звоника на западној страни. Иако се ради о верницима румунске националности као идејно архитектонско решење је одабрано тзв. српски национални стил у архитектури. Полихромија у зидању треба да подсети на византијски слог од камена и опеке. Горња конструкција завршена је масивном куполом.
Иконостас за ову цркву пренет је из старијег храма који је срушен. Олтарска преграда, настала највероватније на прелазу из 18. у 19. век, показује изузетне квалитете барокно-рокајног стила. Иконе на иконостасу дело су мајстора ранобарокног, традиционалистичког усмерења. На све четири престоне иконе позадина је премазана тамноплавом бојом, а словенски натписи замењени су латиничним румунским. Приликом премештања олтарске преграде помешане су иконе Великих празника са представама апостола. На Богородичином трону стоји премазана икона Богородице, испод које се налази композиција Сусрета Марије и Јелисавете. На архијерејском трону представљен Свети Василије Велики. Такође традиционалистичко, сликарство тронова највероватније није извео мајстор икона са иконостаса. У цркви су сачуване и две иконе Христа и арханђела Михаила, обе зографски радови.
Иконостас је конзервиран и рестауриран 1978–1979. године.